# Loi Guizot
En France, la loi du 28 juin 1833, dite loi Guizot, porte sur l'instruction primaire,. La loi distingue l'instruction primaire, privée ou publique, de l'instruction primaire supérieure. Elle règlemente la profession d'instituteur primaire et tient chaque département à l'entretien d'une École normale primaire.

## Présentation
Cette loi proposée par François Guizot, ministre de l'Instruction publique dans le premier gouvernement Soult, et qu'il contribua activement à mettre en place, précède celles de Jules Ferry. C'est l'un des textes majeurs de la monarchie de Juillet. Il répond à l'article 69 de la Charte de 1830, qui avait prévu qu'une loi porterait sur « l'instruction publique et la liberté de l'enseignement ».
En 25 articles, la loi Guizot traite de l'objet, de l'organisation de l'enseignement primaire et de son contrôle. Elle distingue l'instruction primaire élémentaire. 
Les deux premiers articles sont : 

« Article 1. L'enseignement comprend nécessairement l’instruction morale et religieuse, la lecture, l’écriture, les éléments de la langue française et du calcul, le système légal des poids et mesures.
Article 2. Le vœu des pères de famille sera toujours consulté et suivi en ce qui concerne la participation de leurs enfants à l'instruction religieuse. »

La présence de l'article 2 s'éclaire si l'on se rappelle que François Guizot était de confession réformée.
L'instruction primaire supérieure comprend des éléments de mathématiques, de sciences de la nature, d'histoire et de géographie. Les notions plus avancées seront étudiées selon les besoins et les ressources des localités.

## Champ d'application
L'instruction n'est ni obligatoire ni gratuite. Cependant, l'article 21 donne au comité communal la responsabilité de s'assurer « qu’il a été pourvu à l’enseignement gratuit des enfants pauvres », soit un sur trois environ. Elle est réservée aux garçons. Toutefois, les dispositions cette loi sont partiellement étendues aux filles par l’ordonnance du 23 juin 1836.

## Organisation de l'enseignement primaire
La loi Guizot organise l'enseignement primaire autour de deux principes :
- la liberté de l'enseignement primaire : tout individu âgé de dix-huit ans peut exercer librement la profession d'instituteur primaire, à condition d'obtenir un brevet de capacité, délivré à l'issue d'un examen, et de présenter un certificat de moralité ;
- l'organisation d'un enseignement primaire public, intégré au sein de l'Université : chaque département doit entretenir une école normale d'instituteurs pour la formation des maîtres, soit par lui-même, soit en se réunissant à un ou plusieurs départements voisins[7]. « Toute commune est tenue, soit par elle-même, soit en se réunissant à une ou plusieurs communes voisines, d'entretenir au moins une école primaire élémentaire » (article 9) et un instituteur ; la commune peut satisfaire à ses obligations en subventionnant une école primaire confessionnelle établie sur son territoire.

La loi crée un corps d'inspecteurs chargé de veiller à sa bonne application.

## Liberté contrôlée
Le certificat de moralité, que tout instituteur doit pouvoir présenter, est délivré « sur l’attestation de trois conseillers municipaux, par le maire de la commune ou de chacune des communes où il aura résidé depuis trois ans » (article 4). Tout instituteur privé pourra « être interdit de l’exercice de sa profession à temps ou à toujours » pour cause d’inconduite ou d’immoralité (article 7). L'article 17 définit la composition du comité local de surveillance : il comprendra le maire ou l'un de ses adjoints, un ministre de chacun des cultes reconnus par l'État ainsi que « plusieurs habitants notables désignés par le comité d’arrondissement ».

## Adoption de la loi
Le débat parlementaire est difficile. Le texte est attaqué par les catholiques, hostiles à l'existence de l'enseignement public, et par la gauche voltairienne et anticléricale, qui combat la liberté de l'enseignement confessionnel.
Guizot s'est personnellement engagé pour que l'instruction primaire comprenne l'éducation morale et religieuse. Mais il doit renoncer à étendre le bénéfice de sa loi à l'enseignement primaire féminin, qui continue d'échapper à toute réglementation et se trouve ainsi abandonné de fait aux congrégations religieuses.
Après la promulgation de la loi le 28 juin 1833, Guizot adresse à tous les instituteurs de France une circulaire datée du 18 juillet 1833, dans laquelle il énonce leurs responsabilités et leurs devoirs : « L'universalité de l'instruction primaire, conclut-il, est [aux] yeux [du gouvernement] l'une des plus grandes, des plus pressantes conséquences de notre Charte ; il lui tarde de la réaliser. Sur cette question, comme sur tout autre, la France trouvera toujours d'accord l'esprit de la Charte et la volonté du roi. »
Postérieurement à la promulgation de la loi, une vaste enquête nationale est lancée, nommée officiellement « Inspection générale des écoles primaires », incluant des questions sur les conditions matérielles, comme les livres et les salaires des maîtres et maîtresses d'école.
La mise en œuvre de la loi Guizot contribue à développer grandement l'alphabétisation de la France : en 1848, les deux tiers des conscrits savent lire, écrire et compter alors que lors du vote de la loi 50% des conscrits étaient analphabètes. En 1870, l’analphabétisme est quasiment vaincu, et tous les Français, avec les lois proposées par Jules Ferry, pourront accéder à un enseignement libre et gratuit jusqu'à l'âge de 12 ans .